# Piquet Carneiro
Piquet Carneiro é um Município do estado do Ceará. Sua população estimada em 2020, de acordo com o IBGE, era de 17 086 habitantes.
O nome do Município é uma homenagem ao engenheiro Bernardo Piquet Carneiro (bisavô do piloto Nelson Piquet).

## Divisão política
O município de Piquet Carneiro está dividido em quatro regiões: Sede, Ibicuã, Catolé da Pista e Mulungu.

Sendos os três últimos distritos.